# 2021–2022-es spanyol labdarúgó-szuperkupa
A 2021–2022-es spanyol szuperkupa volt a spanyol labdarúgó-szuperkupa, azaz a Supercopa de España 38. kiírása. Harmadik alkalommal a kupa történetében az előző szezon bajnokán és kupagyőztesén kívül még két csapat vehetett részt, a bajnokság második helyezettje és a kupadöntős, így négy csapat részvételével rendezték meg meg Szaúd-Arábiában, Dzsidda városában 2022. január 12-e és 16-a között.
A kupát a Real Madrid nyerte meg, története során 12. alkalommal, miután a döntőben 2–0-ra nyertek az Athletic Bilbao ellen.

## Résztvevő csapatok
A 2020-2021-es szezon bajnoka és kupagyőztes emellett kvalifikálta magát a négyes döntőre a bajnokságban második helyezettje és a kupadöntős is.
| Csapat          | Kvalifikáció módja                     | Részvételek száma | Legutóbbi eredmény | Győzelmek, döntők és elődöntök száma | Győzelmek, döntők és elődöntök száma | Győzelmek, döntők és elődöntök száma |
| Csapat          | Kvalifikáció módja                     | Részvételek száma | Legutóbbi eredmény | Kupagyőzelmek száma                  | Döntők száma                         | Elődöntők száma                      |
| --------------- | -------------------------------------- | ----------------- | ------------------ | ------------------------------------ | ------------------------------------ | ------------------------------------ |
| Barcelona       | 2021-es spanyol kupa győztes           | 26.               | 2020–21 döntős     | 13                                   | 11                                   | 1                                    |
| Atlético Madrid | 2020–2021-es spanyol bajnokság bajnoka | 8.                | 2019–20 döntős     | 2                                    | 5                                    | –                                    |
| Athletic Bilbao | 2021-es spanyol kupa döntős            | 6.                | 2020–21 győztes    | 3                                    | 2                                    | –                                    |
| Real Madrid     | 2020–2021-es spanyol bajnokság 2. hely | 18.               | 2020–21 elődöntős  | 11                                   | 5                                    | 1                                    |

## Elődöntők
| 2022. január 12. 22:00 WEST |

| Barcelona               | 2–3 (h. u.)                 | Real Madrid                           |
| ----------------------- | --------------------------- | ------------------------------------- |
| L. de Jong 41' Fati 83' | (1–1, 2–2, 2–2) Jegyzőkönyv | Vinícius 25' Benzema 72' Valverde 98' |

| Abdullah király stadion, Rijád Nézőszám: 35 000 Játékvezető: José Luis Munuera Montero |

| 2022. január 13. 22:00 WEST |

| Atlético Madrid | 1–2               | Athletic Bilbao           |
| --------------- | ----------------- | ------------------------- |
| Simón 62'       | (0–0) Jegyzőkönyv | Yeray 77' N. Williams 81' |

| Abdullah király stadion, Rijád Nézőszám: 7 000 Játékvezető: Guillermo Cuadra Fernández |

## Döntő
| 2022. január 16. 21:30 WEST |

| Athletic Bilbao | 0–2               | Real Madrid                       |
| --------------- | ----------------- | --------------------------------- |
|                 | (0–1) Jegyzőkönyv | Modrić 38' Benzema 52' (11-esből) |

| Abdullah király stadion, Rijád Nézőszám: 30 000 Játékvezető: César Soto Grado |

| A 2021-2022-es spanyol labdarúgó-szuperkupa győztese |
| ---------------------------------------------------- |
| Real Madrid 13. cím                                  |